# 市田孝
市田 孝（いちだ たかし 1992年6月16日 - ）は鹿児島県鹿児島市出身の陸上競技選手。専門は長距離走。鹿児島市立吉野中学校、鹿児島実業高校、大東文化大学卒業。現在旭化成陸上部に所属。双子の弟である市田宏とは中学校から実業団まで同じチームに所属している。また、宏と共に2017年～2020年の4度、ニューイヤー駅伝優勝メンバーに名を連ねている。既婚者。

## 経歴・人物

### 中学時代
双子の弟・宏とともに世代のトップ選手として活躍。中学3年生の時には、全日本中学校選手権とジュニアオリンピックで3000mに出場し、いずれの大会でも孝が優勝、宏が準優勝とワンツーフィニッシュを決めるなど圧倒的な強さで名を馳せた。孝・宏と同い年の双子の長距離選手で、後に台頭することになる村山謙太・紘太兄弟は、全国大会での2人のワンツーフィニッシュを見て「（当時無名であった自分たちより）3000mで1分速い。しかも自分たちと同じく双子。」と衝撃を受けたと語っている。

### 高校時代
弟の宏とともに地元鹿児島の鹿児島実業高校に進学。高校3年時には全国高校駅伝で1区を担当し区間2位。6区で区間賞を獲得した宏とともに、チームの全国高校駅伝初優勝に貢献した。強力な留学生を要する学校を抑えての、日本人のみのチームでの優勝であった。

### 大学時代
高校時代当初は体育教員志望で、日体大を希望していたが奈良修監督熱意の勧誘に打たれ宏とともに大東文化大学に進学。大東文化大学は箱根駅伝4度の総合優勝実績がありながら、2人の入学直前の第87回箱根駅伝には予選会を通過できなかったため出場ができていないなど低迷していた。そのような状況下で、宏とともにダブルエースとしてチームを支え、2人が大学2年時に大東文化大学は3年ぶりに箱根駅伝本戦に返り咲いた。そして3年時、4年時には大東文化大学はシード権を獲得するまでに復活した。大学三大駅伝（出雲駅伝・全日本大学駅伝・箱根駅伝）での区間賞はなかったものの4年時の全日本大学駅伝では1区を走り、村山謙太（駒澤大学）・村山紘太（城西大学）兄弟の区間賞争いに割って入り、両者からわずか1秒差の3位でタスキを繋いだ。なお、この時に大東文化大学の2区を担当したのは弟の宏であり、第一中継所のタスキリレーの際には、村山兄弟・市田兄弟と2組の双子の兄弟がレース中に1つの画面に収まるという珍しいシーンが見られた。

### 実業団
2015年4月に弟の宏、鹿児島実業高校時代のチームメイトである吉村大輝（流通経済大学卒）・有村優樹（明治大学卒）、市田兄弟らと同じく鹿児島県出身の大六野秀畝（明治大学卒）、村山謙太・紘太兄弟とともに旭化成に入社した。入社直後の2015年5月のゴールデンゲームズinのべおかでは5000m最終A組に登場し、同僚の鎧坂哲哉、大六野秀畝に次ぐ3位でゴール。表彰台を旭化成勢で独占し、旭化成陸上部の地元延岡を大いに沸かせた。同年11月に九州実業団毎日駅伝で実業団駅伝デビューした際には、孝は2区を、弟の宏は3区を担当し、実業団でも双子でのタスキリレーが実現した。孝は1区を走った茂木圭次郎から先頭でタスキを受け取り、順位をキープし宏にタスキをつないだ。宏も首位を維持し、兄弟ともに旭化成の3年ぶりの優勝に貢献した。
2016年2月、この年から開催されることになったクロカン日本選手権に出場。箱根駅伝で山の神として名を馳せた神野大地（青山学院大学）と同僚の茂木圭次郎を2位・3位に抑え、初代クロカン日本一の栄冠を手にした。2016年はトラックシーズンも好調を維持し、4月の兵庫リレーカーニバルでは10000mで日本人最高位の5位入賞、5月のゴールデンゲームズinのべおかでは10000m優勝を果たし、6月の第100回日本陸上競技選手権大会では5000m6位・10000m4位と2種目で入賞した。9月の第64回全日本実業団対抗陸上競技選手権大会でも10000mに出場し日本人最高位となる8位に入賞する。
2017年1月のニューイヤー駅伝ではエース区間4区を担当。設楽悠太、今井正人、村澤明伸、神野大地ら有力選手が居並ぶ中、1時間03分06秒で区間賞を獲得。チーム順位も11位から5位に押し上げた。旭化成は後続の村山謙太、宏と2連続区間賞の活躍などで18年ぶりの優勝を果たした。

## 主な戦績
| 年   | 大会                                     | 種目（区間）              | 順位    | 記録          | 備考                    |
| ---- | ---------------------------------------- | ------------------------- | ------- | ------------- | ----------------------- |
| 2007 | 第34回全日本中学校陸上競技選手権大会     | 3000m                     | 優勝    | 8分37秒71     | 弟・宏が準優勝          |
| 2007 | 第38回ジュニアオリンピック陸上競技大会   | 3000m                     | 優勝    | 8分26秒34     | 弟・宏が準優勝          |
| 2010 | 第61回全国高等学校駅伝競走大会           | 1区（10.0 km）            | 区間2位 | 29分38秒      | 鹿児島実業高校 初優勝   |
| 2014 | 第46回全日本大学駅伝対校選手権大会       | 1区（14.6 km）            | 区間3位 | 42分59秒      |                         |
| 2016 | 第99回日本陸上競技選手権大会             | クロスカントリー（12 km） | 優勝    | 35分59秒      | 初代優勝者              |
| 2016 | 第64回兵庫リレーカーニバル               | 10000m                    | 5位     | 28分22秒57    | 日本人1位               |
| 2016 | 第27回ゴールデンゲームズinのべおか       | 10000m                    | 優勝    | 28分16秒00    |                         |
| 2016 | 第100回日本陸上競技選手権大会            | 5000m                     | 6位     | 13分48秒52    |                         |
| 2016 | 第100回日本陸上競技選手権大会            | 10000m                    | 4位     | 28分22秒13    |                         |
| 2016 | 第64回全日本実業団対抗陸上競技選手権大会 | 10000m                    | 8位     | 28分20秒01    | 日本人1位               |
| 2017 | 東京マラソン2017                         | マラソン                  | 50位    | 2時間19分24秒 | 初マラソン              |
| 2017 | 第101回日本陸上競技選手権大会            | 10000m                    | 3位     | 28分39秒00    |                         |
| 2017 | 第101回日本陸上競技選手権大会            | 3000mSC                   | 10位    | 8分59秒44     |                         |
| 2017 | 第65回全日本実業団対抗陸上競技選手権大会 | 10000m                    | 12位    | 28分08秒22    | 日本人1位 （2年連続）   |
| 2018 | 東京マラソン2018                         | マラソン                  | 35位    | 2時間15分09秒 |                         |
| 2018 | 第102回日本陸上競技選手権大会            | 5000m                     | 10位    | 14分34秒21    |                         |
| 2018 | 第102回日本陸上競技選手権大会            | 10000m                    | 3位     | 28分34秒61    |                         |
| 2018 | 第66回全日本実業団対抗陸上競技選手権大会 | 10000m                    | 8位     | 28分30秒83    | 日本人1位 （3年連続）   |
| 2018 | 第72回福岡国際マラソン                   | マラソン                  | 12位    | 2時間12分32秒 |                         |
| 2019 | 第103回日本陸上競技選手権大会            | 10000m                    | 8位     | 28分45秒05    |                         |
| 2019 | 第67回全日本実業団対抗陸上競技選手権大会 | 10000m                    | 6位     | 28分39秒89    | 日本人1位 （4年連続）   |
| 2019 | 第73回福岡国際マラソン                   | マラソン                  | 29位    | 2時間19分05秒 |                         |
| 2020 | 第104回日本陸上競技選手権大会            | 10000m                    | 11位    | 27分52秒35    | 1組目1位                |
| 2021 | 第49回全日本実業団ハーフマラソン         | ハーフマラソン            | 2位     | 1時間00分19秒 | 日本人1位・旭化成新記録 |
| 2021 | 第105回日本陸上競技選手権大会            | 5000m                     | 28位    | 14分56秒26    |                         |
| 2021 | 第105回日本陸上競技選手権大会            | 10000m                    | 4位     | 27分54秒45    |                         |
| 2021 | READY STEADY TOKYO                       | 5000m                     | 優勝    | 13分27秒73    |                         |
| 2022 | 第106回日本陸上競技選手権大会            | 10000m                    | 3位     | 27分49秒12    |                         |
| 2023 | 第71回別府大分毎日マラソン               | マラソン                  | 11位    | 2時間09分15秒 | 初サブテン              |
| 2023 | シカゴマラソン2023                       | マラソン                  | 10位    | 2時間08分57秒 | 自己ベスト              |
| 2023 | 第107回日本陸上競技選手権大会            | 10000m                    | 12位    | 27分57秒08    |                         |

### 実業団駅伝戦績
| 年度                   | 大会                               | 区間     | 区間順位 | 記録          | 総合順位   |
| ---------------------- | ---------------------------------- | -------- | -------- | ------------- | ---------- |
| 2015年度 （入社1年目） | 第52回九州実業団対抗毎日駅伝大会   | 2区      | 区間3位  | 32分16秒      | 旭化成優勝 |
| 2015年度 （入社1年目） | 第60回全日本実業団対抗駅伝競走大会 | 出走なし | 出走なし | 出走なし      | 旭化成7位  |
| 2016年度 （入社2年目） | 第53回九州実業団対抗毎日駅伝大会   | 5区      | 区間賞   | 39分43秒      | 旭化成2位  |
| 2016年度 （入社2年目） | 第61回全日本実業団対抗駅伝競走大会 | 4区      | 区間賞   | 1時間03分06秒 | 旭化成優勝 |
| 2017年度 （入社3年目） | 第54回九州実業団対抗毎日駅伝大会   | 1区      | 区間3位  | 36分34秒      | 旭化成2位  |
| 2017年度 （入社3年目） | 第62回全日本実業団対抗駅伝競走大会 | 3区      | 区間賞   | 38分27秒      | 旭化成優勝 |
| 2018年度 （入社4年目） | 第55回九州実業団対抗毎日駅伝大会   | 1区      | 区間3位  | 37分20秒      | 旭化成優勝 |
| 2018年度 （入社4年目） | 第63回全日本実業団対抗駅伝競走大会 | 4区      | 区間16位 | 1時間06分18秒 | 旭化成優勝 |
| 2019年度 （入社5年目） | 第56回九州実業団対抗毎日駅伝大会   | 5区      | 区間賞   | 37分35秒      | 旭化成優勝 |
| 2019年度 （入社5年目） | 第64回全日本実業団対抗駅伝競走大会 | 4区      | 区間9位  | 1時間05分06秒 | 旭化成優勝 |
| 2020年度 (入社6年目)   | 第57回九州実業団対抗毎日駅伝大会   | 6区      | 区間賞   | 31分25秒      | 旭化成優勝 |
| 2020年度 (入社6年目)   | 第65回全日本実業団対抗駅伝競走大会 | 7区      | 区間9位  | 47分35秒      | 旭化成3位  |
| 2021年度 (入社7年目)   | 第58回九州実業団対抗毎日駅伝大会   | 3区      | 区間賞   | 30分37秒      | 旭化成優勝 |
| 2021年度 (入社7年目)   | 第66回全日本実業団対抗駅伝競走大会 | 4区      | 区間17位 | 1時間05分34秒 | 旭化成3位  |
| 2022年度 (入社8年目)   | 第59回九州実業団対抗毎日駅伝大会   | 3区      | 区間賞   | 31分21秒      | 旭化成5位  |
| 2022年度 (入社8年目)   | 第66回全日本実業団対抗駅伝競走大会 | 4区      | 区間16位 | 1時間05分49秒 | 旭化成16位 |
| 2023年度 (入社9年目)   | 第60回九州実業団対抗毎日駅伝大会   | 4区      | 区間賞   | 27分16秒      | 旭化成2位  |
| 2023年度 (入社9年目)   | 第66回全日本実業団対抗駅伝競走大会 | 7区      | 区間賞   | 48分05秒      | 旭化成3位  |